# Tomás Marín González de Poveda
Tomás López Marín y González de Poveda, 1er marquis de Cañada Hermosa (né le 26 février 1650 – mort le 8 octobre 1703) est un gouverneur colonial espagnol qui servit la Couronne en tant que Gouverneur du Chili.

## Biographie
Thomas-Marin de Poveda est né à Lúcar, dans la Province d'Almería. Il débarqua aux Amériques en 1687 avec son oncle, qui venait d'être nommé archevêque de Sucre, dans l'actuelle Bolivie. En 1670, il gagna une première fois le Chili comme membre de la suite du gouverneur Juan Henríquez.
Puis il rentra en Espagne, où il fut promu lieutenant-général et nommé Gouverneur Royal du Chili le 1er juillet 1683. Toutefois, il ne put prendre la mer avant le terme de l'exercice de son prédécesseur, le gouverneur José del Garro, ce qui implique qu'il ne put gouverner avant 1692.
Le 9 août 1687, il fut élevé au rang de chevalier de l’Ordre de Santiago. En 1689, il composa une oraison funèbre à Marie-Louise d'Orléans (1662–1689).

## Gouverneur du Chili
Son exercice a été marqué par un bref réveil de la Guerre d'Arauco. En 1694, les trafics illicites du commissaire aux Affaires indiennes, Antonio Pedreros, et l'exil forcé du chaman poussèrent à la révolte le chef indigène Millalpal et les indiens Mapuche. Pedreros mourut au cours de l'assaut contre le camp de Millalpal en tentant de forcer le passage de la Quepe.
L’armée coloniale de la Vice-royauté du Pérou, sous les ordres du mestre de camp Alonso de Cordova et du sergent-major Alonso Cobarrubias, fut alors dépêchée contre Millalpal : le toqui des Mapuche, ne pouvant faire face à une telle armée, dut capituler. Le gouverneur en appela alors au Parlement de Choque-Choque pour juger la cause des Mapuche, pressentant que les malversations de Pedreros étaient la cause des troubles, et il conclut avec les indigènes une paix qui devait perdurer presque trente ans.
Poveda eut également à réprimer les campagnes de piraterie contre le commerce du Pérou, et à apaiser les rivalités entre les magistrats de la Real Audiencia de Chili. Sous son gouvernement, les colons espagnols fondèrent les villes de Villa Hermosa et de Chimbarongo.
Au terme de son mandat, il fut élevé au rang de marquis de Cañada Hermosa. Il mourut à Santiago quelques mois plus tard, en 1703.